# Wilhelm Heinrich Minter
Wilhelm Heinrich Minter (polnisch: Wilhelm Henryk Minter; * 1. Mai 1777 in Stettin; † 18. April 1832 in Warschau) war ein Offizier des Ingenieurcorps der Armee des Herzogtums Warschau und Kongresspolens sowie ein bedeutender Architekt, der vor allem in Warschau wirkte.

## Leben
Minter war ein Sohn des Stettiner Verwaltungsbeamten Michael Christoph Minter und dessen Frau Johanna Elisabeth, geb. Kräuter. Sein Bruder war der Lithograf Karl Friedrich Minter, der Sohn seiner Schwester Henryka Beyer war der Warschauer Fotograf Karol Beyer. Die Grundausbildung als Militäringenieur und -architekt erhielt Minter wahrscheinlich in der Kadettenanstalt in Potsdam. Er war ein Schüler von David Gilly, für den er auch einen Kornspeicher in Warschau errichtete. Gegen 1800 zog er in das damals südpreussische Warschau, wo er bis zu seinem Lebensende als Baumeister und Architekt tätig war. Eine Zeitlang war er Bauleiter in der Vermögensverwaltung des Prinzen Józef Antoni Poniatowski. Nach Preussens Rückzug aus Warschau im Jahr 1806 blieb er dort und begann für die polnische Armee zu arbeiten.
In der polnischen Armee diente er ab 1810 als Hauptmann im Ingenieurcorps. Als Adjutant Poniatowskis nahm er an der Völkerschlacht bei Leipzig im Jahr 1813 teil (als Bataillonskommandeur) und erhielt das Goldene Kreuz des Militärordens Virtuti Militari. 1815 war er Major. In der Zeit Kongresspolens war Minter im Range eines Obersts (seit 1827) Leiter der Militärbauabteilung (bis 1830) und verantwortlich für die Errichtung vieler Warschauer Kasernenbauten wie auch der Kadettenschule (Szkoła Podchorążych) im Łazienki-Park.
Beim Novemberaufstand 1830/1831 wollte Minter sich den Aufständischen anschließen, wurde jedoch als Deutscher nicht aufgenommen. Der polnische General Klemens Kołaczkowski, Minters damaliger Vorgesetzter, bedauerte das. Minter war mit Krystyna Rzempołuska verheiratet, das Paar blieb kinderlos. Seit 1819 war er Mitglied der Freimaurer. Er wurde auf dem evangelisch-augsburgischen Friedhof in Warschau begraben. Seine Sammlung von Zeichnungen und Baupläne, das sogenannte Minter-Portfolio (polnisch: “Teki Minterowskie”) befindet sich heute in den Sammlungen der Universität Warschau.

## Bauten (Auswahl)
- Großes Bazargebäude an der Ulica Królewska (1809)
- Umbau des Arsenals (1816–1817)
- Umbau der Kasernen der Gardeinfanterie der Krone in Żoliborz (1818)
- Umbau des Sapieha-Palastes zu einer Kaserne (1818–1920)
- Umbau des Collegium Nobilium zum Sitz des Verwaltungsgerichtes (1820)
- Umbau des Kasernengebäudes des 21. Infanteriebataillons „Dzieci Warszawy“, 1. Pavillon der Warschauer Zitadelle (1822)
- Bau des 10. Pavillons der Zitadelle Warschau (1822)
- Umbau des Sierakowski-Palastes zu einer Kaserne, Ulica Konwiktorska (1829–1830)
- Bau der Kavalleriekaserne (heute: Jagd- und Reitereimuseum in Warschau) und der Kadettenschule im Łazienki-Park (1820–1830)
- Aufbau des zweiten Stockes des Primas-Palast (1829–1830)

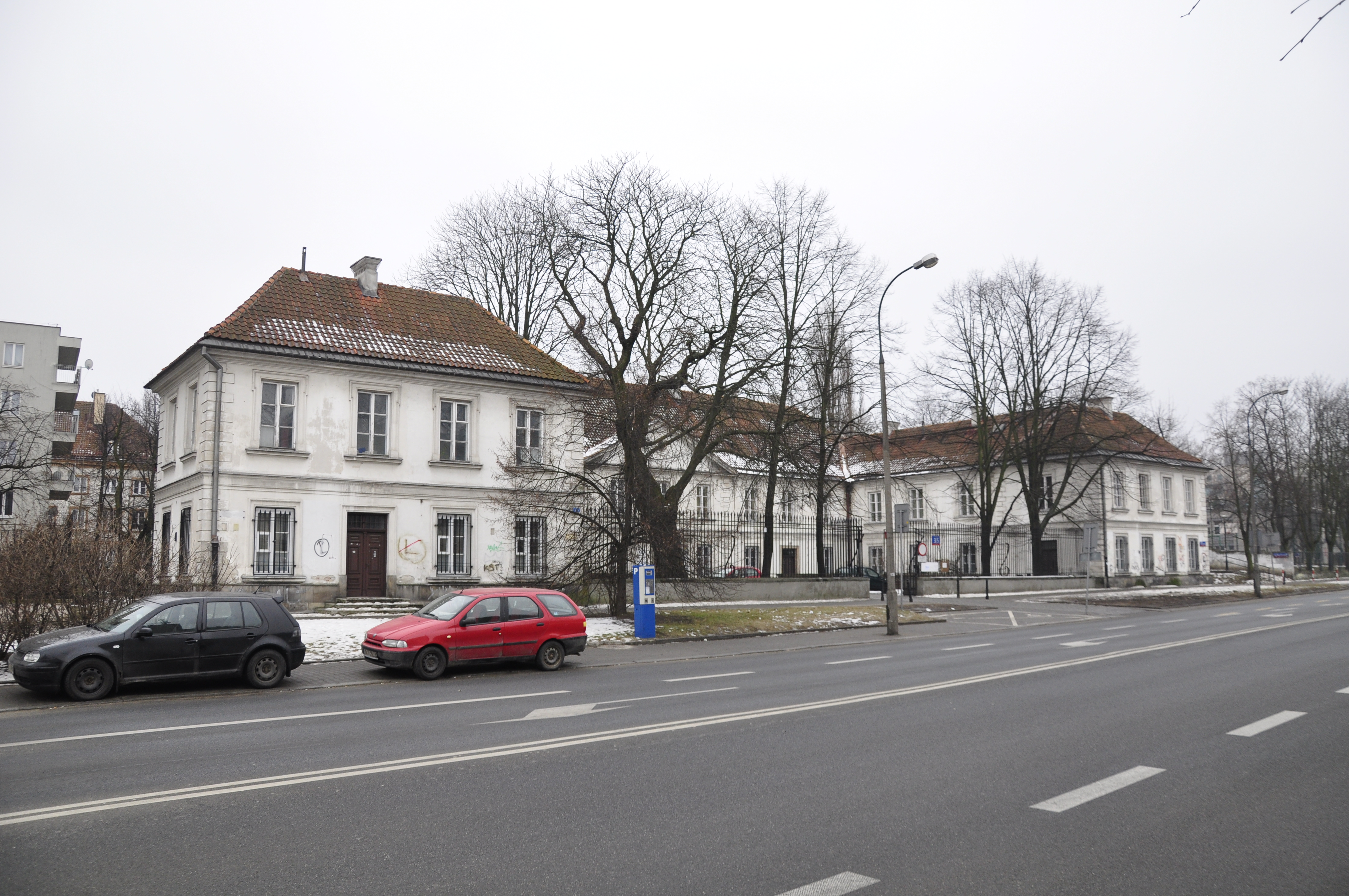
Sierakowski-Palast
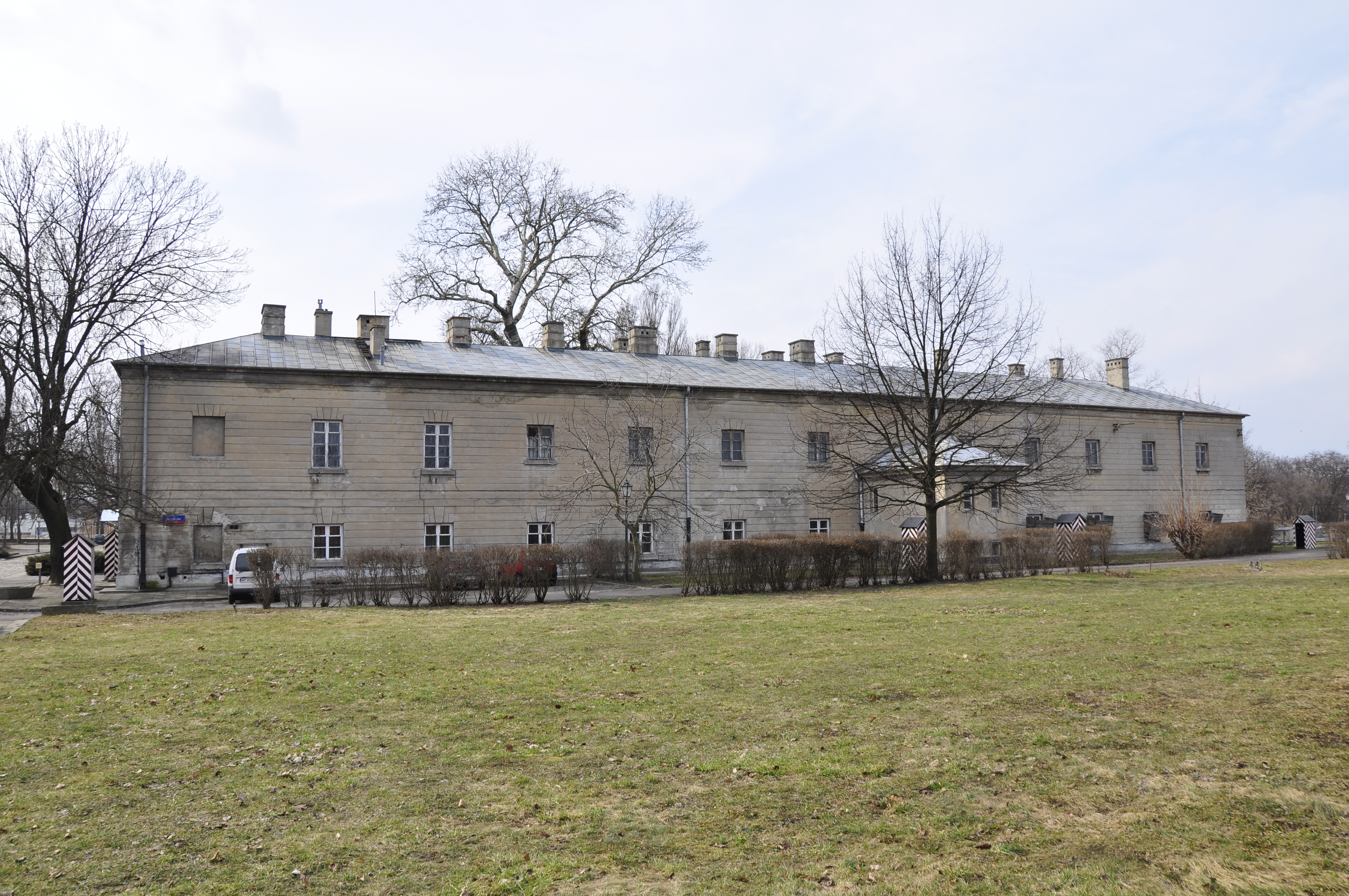
Pavillon X der Zitadelle Warschau
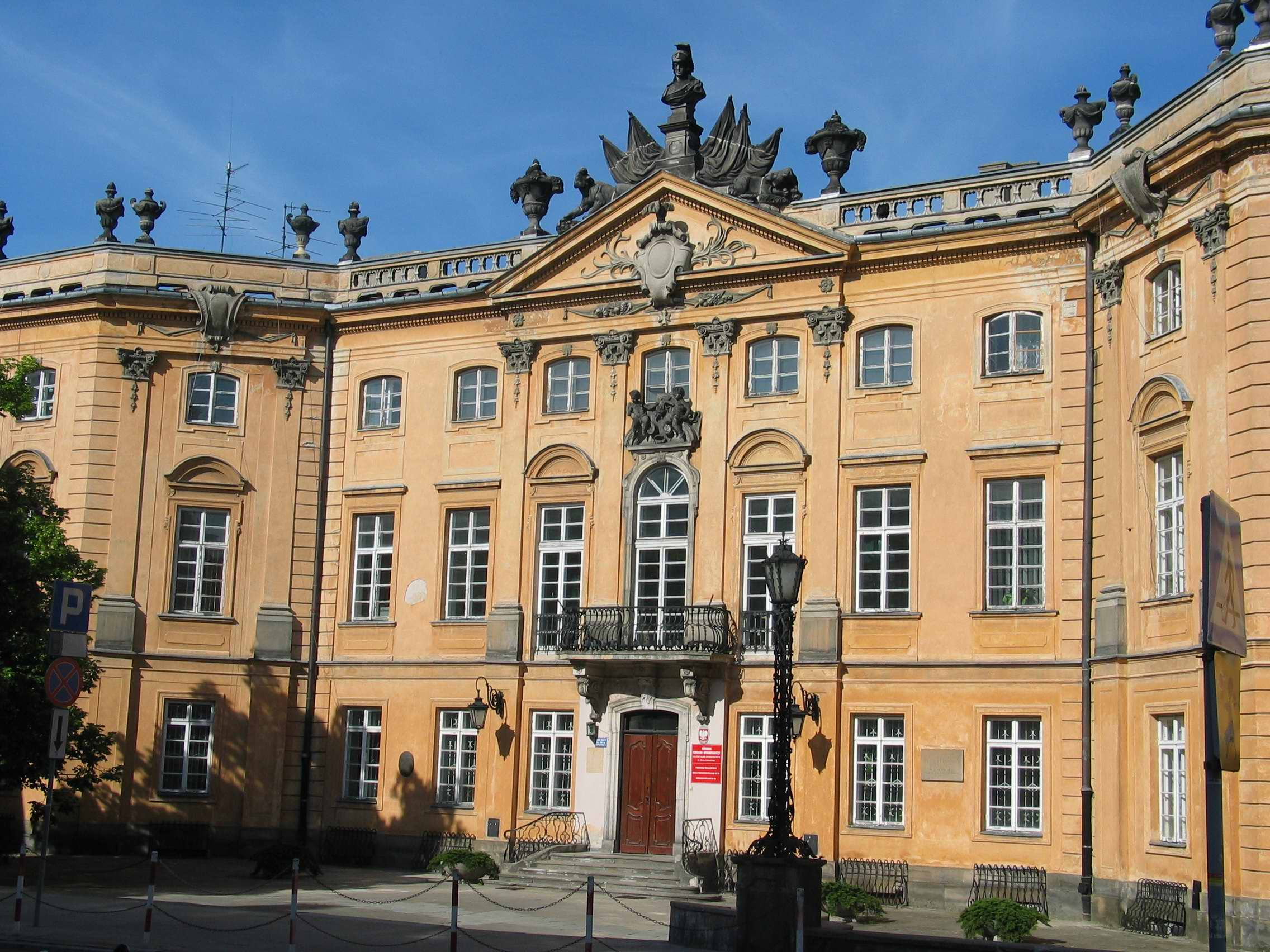
Sapieha-Palast
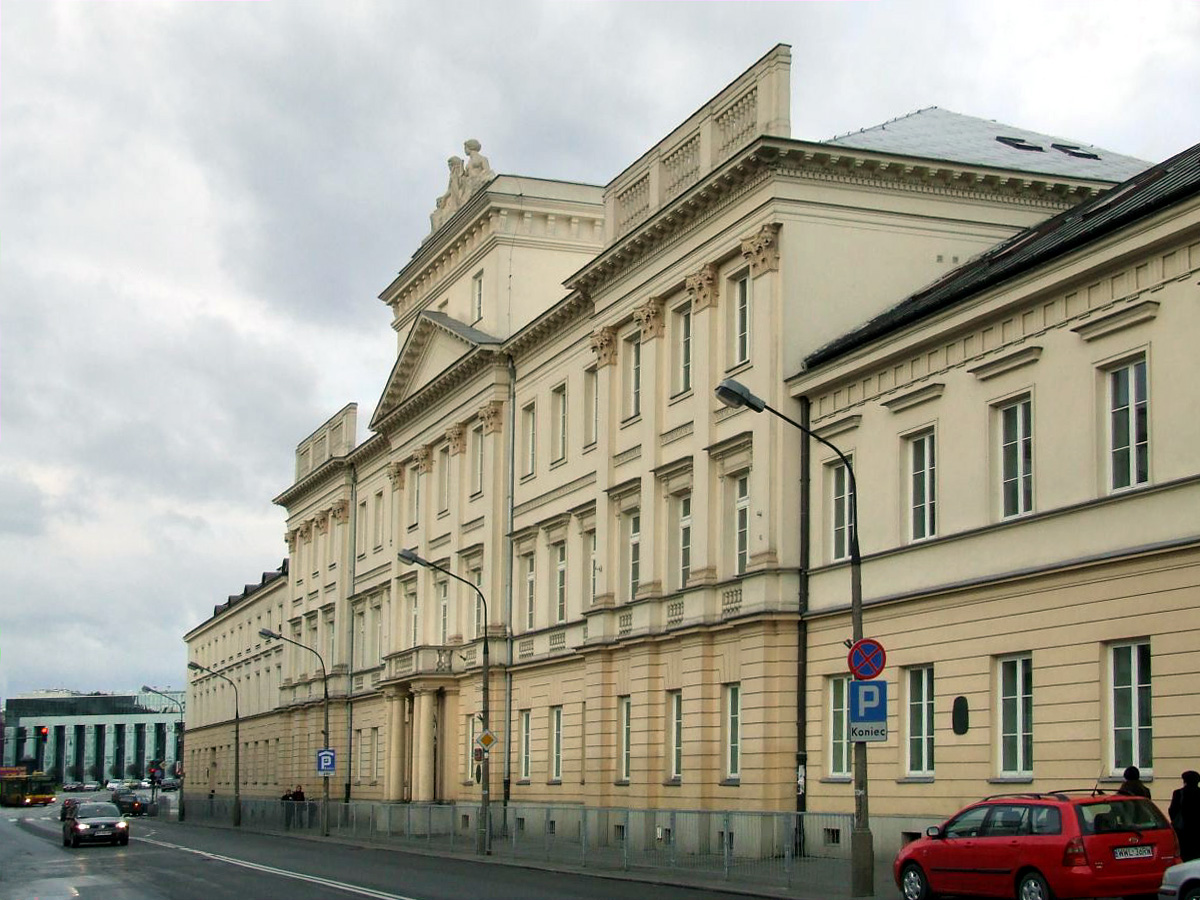
Collegium Nobillium
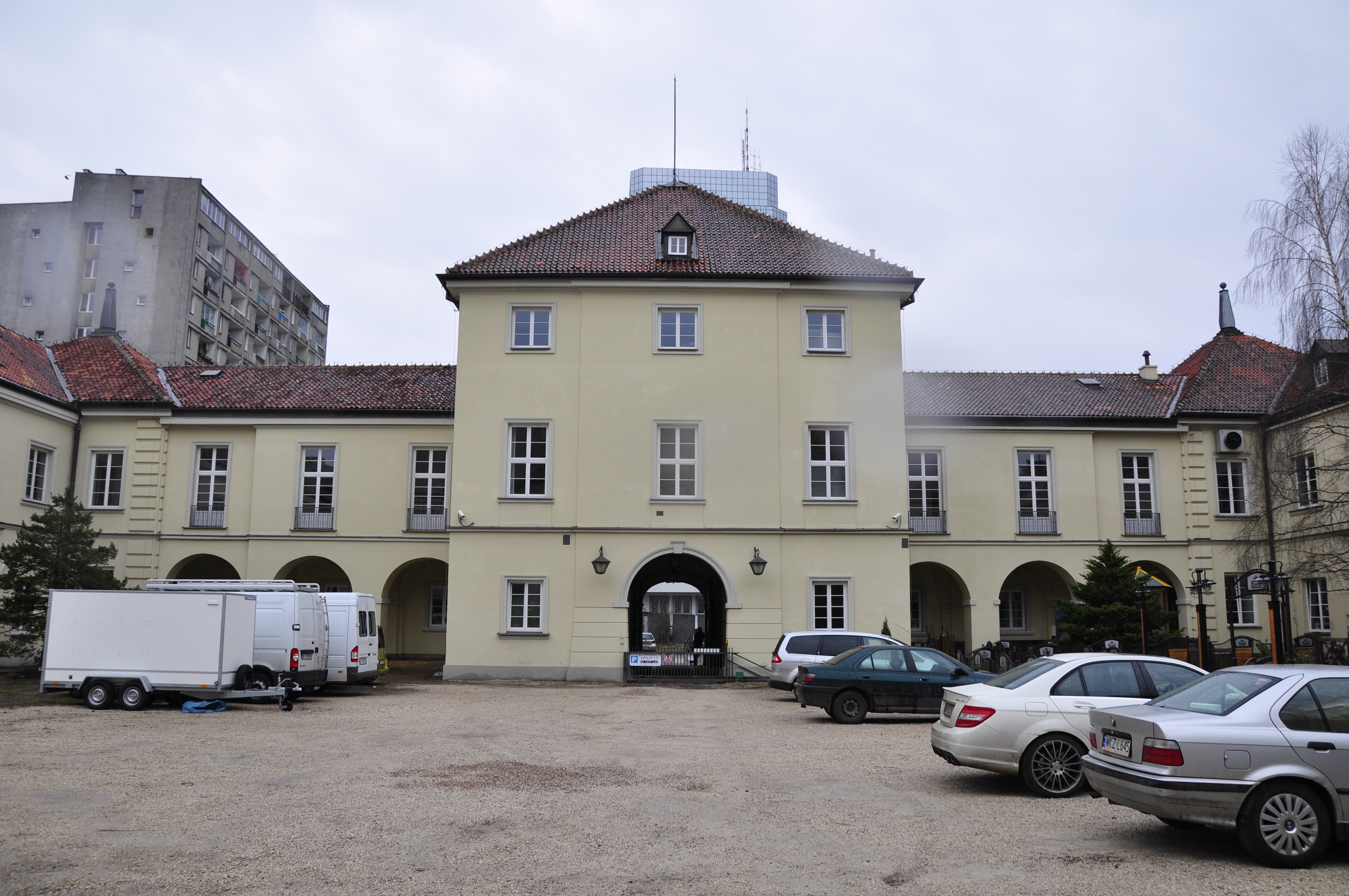
Arsenal